# Mahabo (Menabe)
Mahabo is een stad in Madagaskar, gelegen in de regio Menabe. De stad ligt aan de Route nationale 35 van Morondava tot Ivato. 

## Geschiedenis
Tot 1 oktober 2009 lag Mahabo in de provincie Toliara. Deze werd echter opgeheven en vervangen door de regio Menabe. Tijdens deze wijziging werden alle autonome provincies opgeheven en vervangen door de in totaal 22 regio's van Madagaskar.